# Asian Sevens Series Femenino 2021
El Asian Sevens Series Femenino de 2021 fue la vigésimo primera temporada del circuito de selecciones nacionales femeninas asiáticas de rugby 7.
Inicialmente el circuito estaba planificado para dos torneos a disputarse en Dubái, posteriormente se definió que se disputaría solamente uno.
Los equipos de Japón y China clasificaron a la Copa del Mundo de Rugby 7 de 2022.

## Fase de grupos

### Grupo A
| Pos. | Equipo     | Encuentros | Encuentros | Encuentros | Encuentros | Tantos  | Tantos    | Tantos     | Puntos |
| Pos. | Equipo     | jugados    | ganados    | empatados  | perdidos   | a favor | en contra | diferencia | Puntos |
| ---- | ---------- | ---------- | ---------- | ---------- | ---------- | ------- | --------- | ---------- | ------ |
| 1    | Japón      | 3          | 3          | 0          | 0          | 99      | 12        | 87         | 9      |
| 2    | Kazajistán | 3          | 1          | 1          | 1          | 60      | 26        | 34         | 6      |
| 3    | Tailandia  | 3          | 1          | 1          | 1          | 45      | 27        | 18         | 6      |
| 4    | Filipinas  | 3          | 0          | 0          | 3          | 5       | 144       | -139       | 3      |

### Grupo B
| Pos. | Equipo    | Encuentros | Encuentros | Encuentros | Encuentros | Tantos  | Tantos    | Tantos     | Puntos |
| Pos. | Equipo    | jugados    | ganados    | empatados  | perdidos   | a favor | en contra | diferencia | Puntos |
| ---- | --------- | ---------- | ---------- | ---------- | ---------- | ------- | --------- | ---------- | ------ |
| 1    | China     | 3          | 3          | 0          | 0          | 114     | 15        | 99         | 9      |
| 2    | Hong Kong | 3          | 2          | 0          | 1          | 97      | 32        | 65         | 7      |
| 3    | Sri Lanka | 3          | 1          | 0          | 2          | 17      | 95        | -78        | 5      |
| 4    | Malasia   | 3          | 0          | 0          | 3          | 25      | 111       | -86        | 3      |

## Fase Final

### Copa de plata
|  | Copa de plata | Copa de plata | Copa de plata |           |           | Quinto puesto  | Quinto puesto  | Quinto puesto  |  |
|  |               |               |               |           |           |                |                |                |  |
|  |               |               |               |           |           |                |                |                |  |
|  | Tailandia     | Tailandia     | 22            |           |           |                |                |                |  |
|  | Tailandia     | Tailandia     | 22            |           |           |                |                |                |  |
|  | Malasia       | Malasia       | 0             |           |           |                |                |                |  |
|  | Malasia       | Malasia       | 0             |           | Tailandia | Tailandia      | 45             |                |  |
|  |               |               |               |           | Tailandia | Tailandia      | 45             |                |  |
|  |               |               | Sri Lanka     | Sri Lanka | 0         |                |                |                |  |
|  | Sri Lanka     | Sri Lanka     | Sri Lanka     | Sri Lanka | 0         | 19             |                |                |  |
|  | Sri Lanka     | Sri Lanka     |               |           |           | 19             |                |                |  |
|  | Filipinas     | Filipinas     | 15            |           |           | Séptimo puesto | Séptimo puesto | Séptimo puesto |  |
|  | Filipinas     | Filipinas     | 15            |           |           | Séptimo puesto | Séptimo puesto | Séptimo puesto |  |
|  |               |               |               |           |           |                |                |                |  |
|  |               |               |               |           |           | Malasia        | Malasia        | 12             |  |
|  |               |               |               |           |           | Malasia        | Malasia        | 12             |  |
|  |               |               |               |           |           | Filipinas      | Filipinas      | 0              |  |
|  |               |               |               |           |           | Filipinas      | Filipinas      | 0              |  |
|  |               |               |               |           |           |                |                |                |  |

#### Copa de oro
|  | Semifinal  | Semifinal  | Semifinal |       |       | Final         | Final         | Final         |  |
|  |            |            |           |       |       |               |               |               |  |
|  |            |            |           |       |       |               |               |               |  |
|  | Japón      | Japón      | 29        |       |       |               |               |               |  |
|  | Japón      | Japón      | 29        |       |       |               |               |               |  |
|  | Hong Kong  | Hong Kong  | 0         |       |       |               |               |               |  |
|  | Hong Kong  | Hong Kong  | 0         |       | Japón | Japón         | 14            |               |  |
|  |            |            |           |       | Japón | Japón         | 14            |               |  |
|  |            |            | China     | China | 12    |               |               |               |  |
|  | China      | China      | China     | China | 12    | 24            |               |               |  |
|  | China      | China      |           |       |       | 24            |               |               |  |
|  | Kazajistán | Kazajistán | 19        |       |       | Tercer puesto | Tercer puesto | Tercer puesto |  |
|  | Kazajistán | Kazajistán | 19        |       |       | Tercer puesto | Tercer puesto | Tercer puesto |  |
|  |            |            |           |       |       |               |               |               |  |
|  |            |            |           |       |       | Hong Kong     | Hong Kong     | 12            |  |
|  |            |            |           |       |       | Hong Kong     | Hong Kong     | 12            |  |
|  |            |            |           |       |       | Kazajistán    | Kazajistán    | 10            |  |
|  |            |            |           |       |       | Kazajistán    | Kazajistán    | 10            |  |
|  |            |            |           |       |       |               |               |               |  |

| Bandera de Japón |
| Campeón Japón    |
| 8º título        |